# Sitno (Ukraina)
Sitno (ukr. Ситне, Sytne) – wieś na Ukrainie, w obwodzie rówieńskim, w rejonie radziwiłłowskim.
Dzięki małżeństwu ks. Jerzego Zbaraskiego (zm. 1580), starosty pińskiego i sokalskiego z Barbarą Kozińską w dom Zbaraskich trafiły różne dobra m.in. Sitnia w powiecie krzemienieckim.
We wsi 26 czerwca 1774 sporządził swój testament były starosta kaniowski Mikołaj Bazyli Potocki, w którym zapisał m.in. 8000 złotych polskich dla cerkwi pw. Świętej Trójcy w Zarwanicy.
We wsi znajduje się cerkiew prawosławna.
Przez wieś przebiega droga magistralna znaczenia międzynarodowego M06.
We wsi urodził się doktor nauk Wasyl Koliszczuk, ukraiński botanik i dendrolog, profesor.